# Meda (chanteur)
 (août 2023).
Si vous disposez d'ouvrages ou d'articles de référence ou si vous connaissez des sites web de qualité traitant du thème abordé ici, merci de compléter l'article en donnant les références utiles à sa vérifiabilité et en les liant à la section « Notes et références ».
 (février 2020).
Pour les articles homonymes, voir Meda.
Mehedin Përgjegjaj, dit Meda est un chanteur albanais du Kosovo. Il est notamment connu pour l'interprète de Pesë Minuta, tube en albanais  de 2004. Meda est un roi de la musique tallava au Kosovo. Ses chansons les plus connues sont Mos Gabo, Ti Nuk Që Ajo Ishe, Llokum,3000 Vjet et Maturant. Il vit à Stuttgart et au Kosovo.

## Albums (enalbanais)
- Biondin  (2000)
- Ku Je Ti (2001)
- Hajde me mu (2004)
- Ah dashni (2005)
- Pendohu (2006)
- Mollë e ndaluar (2007)
- As kafe as llafe (2008)
- Kur e don, e don (2009)
- Mos gabo (2010)
- Lamtumirë (2011)
- O marak (2012)
- Llokum (2013)
- Ai Plumb... (2014)
- Hallall (2015)

### Singles
- 5 Minuta (2004)
- 3000 Vjet (2007)
- Pavarsia Më Lot Sy (2008)
- Happy  (2017).